# Тифтрунк, Карел
Карел Тифтрунк (чеш. Karel Tieftrunk, 30 октября 1829, Бела-под-Бездезем — 2 декабря 1897, Кутна-Гора) — чешский историк, лингвист и археограф XIX века.

## Биография
Карел Тифтрунк окончил гимназию в Литомержице. В 1847 году он поселился в Праге, где приступил к изучению лингвистики, географии и историографии. В 1852 году Тифтрунк стал преподавателем академической гимназии Праги, однако вскоре вернулся в Литомержице, где стал ординарным профессором гимназии. В 1854 году, пойдя на встречу пожеланиям чешских студентов, Тифтрунк начал чтение факультативного курса о чешской литературе. Это вскоре привлекло внимание руководства гимназии и приказом директора был установлен пристальный контроль лекций Тифтрунка, однако его курс о чешской литературе запрещён не был. 
В 1859—1882 годах Карел Тифтрунк занимал должность профессора немецкой высшей реальной школы в Праге, а затем стал директором чешской гимназии на улице Житна. Всё свободное время Тифтрунк посвящал участию в чешских культурно-просветительских учреждениях. В 1864—1865 годах он изучал младоболеславские исторические архивы. В 1867 году Карел Тифтрунк стал ассоциированным членом Королевского чешского научного общества, а четыре года спустя вошёл в состав руководства Матицы чешской, где стал членом комиссии по кодификации чешской грамматики. Этот труд был закончен и  издан в 1877 году под названием «Brus jazyka českého» с пространным введением Тифтрунка. 

## Научные труды
- «Памятники истории Богемии» (Monumenta historiae Bohemiae, Прага, 1865—1869).
- «Сопротивление чешских сословий Фердинанду I в 1547 году» (Odpor stavů českých proti Ferdinandovi I r. 1547, Прага, 1872)
- «История Матицы чешской» (Dĕjiny Matice české, охватывает период с 1831 по 1880 год)
- «История чешской литературы» (Historia literatury česke, 3 изд., 1881—1885).